# 圣冈
圣冈（法語：Saint-Gand，法語發音：[sɛ̃ ɡɑ̃]）是法国上索恩省的一个市镇，属于沃苏勒区。

## 地理
圣冈（47°31'4"N, 5°51'3"E）面积15.83 平方千米，位于法国勃艮第-弗朗什-孔泰大區上索恩省，该省份为法国东部内陆省份，北起顺时针与孚日省、贝尔福地区省、杜省、汝拉省、科多尔省和上马恩省接壤。
与圣冈接壤的市镇（或旧市镇、城区）包括：埃特雷勒和拉蒙布勒斯、韦莱克松-克特雷和沃代、拉韦尔诺特、瑟沃-莫泰、拉罗迈讷。

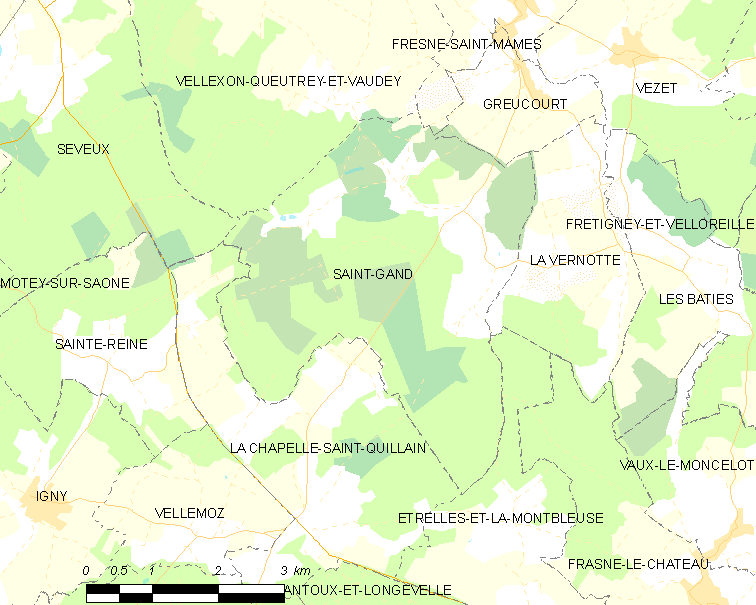
圣冈的OSM定位图

圣冈的时区为UTC+01:00、UTC+02:00（夏令时）。

## 行政
圣冈的邮政编码为70130，INSEE市镇编码为70463。

## 政治
圣冈所属的省级选区为索恩河畔塞和圣阿尔班县。

## 人口

1962-2008年间圣冈人口变化图示

圣冈于2022年1月1日时的人口数量为141人。